# Olivier Jean-Théodore
Olivier Jean-Théodore (né le 13 novembre 1974 au Robert) est un athlète français, spécialiste du 400 mètres haies.

## Biographie
Il est sacré champion de France du 400 mètres haies en 2002 à Saint-Étienne.